# Infermiere pediatrico
L'infermiere pediatrico è  un professionista sanitario responsabile dell'assistenza infermieristica pediatrica, in possesso della Laurea in Infermieristica Pediatrica e dell'iscrizione all'ordine professionale.

## Storia
L'infermieristica pediatrica esisteva come  professione con caratteristiche proprie già nell'XIX secolo, insieme all'infermieristica e all'ostetricia.
L'inizio della disciplina si deve a Charles West, che nel 1852 fu tra i fondatori del Great Ormond Street Hospital for Sick Children (GOSH), che aveva tra i suoi obiettivi la cura dei bambini, lo sviluppo della pediatria e  la formazione della figura di "infermiere dei bambini". Il nuovo ospedale non disponeva di medici residenti, ma solo ad orari o su urgenza, e quindi il compito delle infermiere era di grande importanza.
Secondo West  l'infermiera dei bambini doveva avere una preparazione tale da essere in grado di gestire autonomamente le variazioni cliniche dei bambini ricoverati, i loro trattamenti clinici e tutta l'assistenza.
Nel 1853 fu istituito presso il Great Ormond il primo corso di formazione per infermiere dei bambini. Nel 1854 Charles West pubblicò il primo manuale di infermieristica pediatrica (How to Nurse Sick Children).
Nel libro si sottolineava l'importanza del gioco e il ruolo delle infermiere nel tenere allegro il bambino, giocando con loro, e l'importanza del mantenimento dell'igiene dei pazienti e il microclima nel reparto. Era considerata di grande importanza la capacità dell'infermiera di riconoscere dai segni e dai sintomi, nei bambini di diverse età, l'evoluzione delle condizioni cliniche: l'infermiera doveva acquisire la capacità di comprendere il linguaggio del bambino e i segnali nel tipo di pianto e in generale nel comportamento, e la capacità di leggere le disposizioni mediche e di redigere appunti accurati sulle condizioni dei pazienti. West riconosceva inoltre le difficoltà emotive dell'assistenza ai bambini.
West fu anche in corrispondenza con Florence Nightingale, la quale tuttavia riteneva che i bambini dovessero essere ricoverati insieme agli adulti.
Nella seconda metà dell'Ottocento la necessità di una figura professionale distinta per l'assistenza ai bambini, con un diverso percorso formativo fu ribadita da Catherine Wood.

## Nel mondo

### Italia
In Italia la figura distinta dell'infermiera dei bambini ("vigilatrice d'infanzia") venne riconosciuto per legge nel 1940. Nel 1955 furono istituiti i Collegi provinciali delle infermiere professionali, vigilatrici d'infanzia e assistenti sanitarie visitatrici, riuniti nella Federazione nazionale Ipasvi, e furono istituiti albi professionali distinti. Le prime scuole per la formazione di questa figura nacquero negli anni sessanta, a Roma, a Firenze, a Genova, a Trieste e a Napoli, in collegamento con centri di assistenza pediatrica.
Successivamente all'istituzione dei primi diplomi universitari in scienze infermieristiche (anno accademico 1991-1992), nel 1994 venne definito il profilo professionale dell'infermiere, come responsabile di prevenzione e assistenza ai malati e disabili di tutte le età: di conseguenza la figura di "vigilatrice d'infanzia" venne abolita e nel 1998 cessarono i corsi di formazione per questa figura. Nel 1997 venne definito anche il profilo di infermiere pediatrico.

#### Formazione
Il corso di laurea in infermieristica pediatrica, della durata di tre anni, è istituito nelle facoltà di medicina e chirurgia, tra i corsi di laurea delle professioni sanitarie.
Si tratta di un corso di laurea ad accesso programmato ("a numero chiuso"), a cui si accede con il possesso del diploma di istruzione secondaria di secondo grado e mediante il superamento di un test di ingresso, i cui risultati determinano l'assegnazione dei posti disponibili. Il numero dei posti è definito sulla base delle richieste del mercato del lavoro e della disponibilità di strutture didattiche e personale docente.
Il corso è suddiviso in una formazione teorica (discipline dei corsi integrati previsti dal piano degli studi) e pratica (tirocinio o apprendimento in ambito clinico), e comprende attività didattiche opzionali (ADO) e lo studio individuale.

#### Competenze e funzioni
Gli infermieri pediatrici svolgono la funzione di prevenzione delle malattie e di assistenza ai malati e ai disabili in età evolutiva.
La pianificazione dell'assistenza pediatrica deve tener conto di alcuni fattori specifici:
- l'età e il grado di sviluppo cognitivo ed emotivo del bambino, che influenzano la comunicazione e le possibilità di approccio;
- l'esigenza di gioco, che può essere un tramite per il bambino per esternare bisogno e desideri;

Inoltre è necessario tener conto anche del suo contesto familiare e delle figure dei genitori, in particolare della madre, la cui collaborazione è fondamentale come tramite con il malato: i genitori devono essere coinvolti nelle cure igieniche o per l'alimentazione e devono essere sostenuti ed educati alla gestione della malattia.
Nella somministrazione dei farmaci prescritti dal medico per la terapia, è necessaria un'attenta valutazione dei dosaggi e dei sistemi di erogazione e devono essere applicate tutte le strategie per aiutare il bambino (riduzione del dolore con tecniche di distrazione o l'applicazione di creme anestetiche, preparazione del farmaco fuori dalla sua vista, far rimanere i genitori per confortare il bambino, spiegare scopi e fasi della procedura per avere maggiore collaborazione).
Per i neonati si applica la tecnica della "saturazione sensoriale", distraendo e confortando il neonato con massaggio, contatto visivo, parola, olfatto e istillazione di glucosio sulla lingua.
Nella comunicazione è necessario osservare con attenzione il linguaggio non verbale del corpo del bambino e dei genitori, praticare l'ascolto (ambiente tranquillo, rassicurazione sul tempo da dedicare, acconsentire).  Le "strategie di relazione" possono essere utili per comprendere i reali bisogni del paziente e della sua famiglia.
A differenza di altri reparti, in quelli pediatrici, medici e infermieri possono avere camici e divise personalizzate per favorire la comunicazione con il bambino.
Il gioco è utile per superare paure e traumi e consente di attenuare situazioni di disagio, ma può essere difficile in caso di malattia per la difficoltà di movimento, o visiva, o nel linguaggio e nelle capacità cognitive. Anche in questo campo è importante la collaborazione della famiglia.
Nel Settembre del 2023 sono iscritti all'Albo ''Infermieri pediatrici'' di FNOPI (la Federazione Nazionale degli Ordini delle Professioni Infermieristiche) circa 9290 professionisti, in prevalenza di sesso femminile; il totale degli iscritti alla FNOPI è di 456000 professionisti (quindi, gli iscritti all'Albo ''Infermieri'' sono 447000).

#### Cartella infermieristica
Nella cartella infermieristica dei reparti di pediatria hanno particolare rilevanza le scale del dolore in allegato, considerato in pediatria come il 5° parametro vitale (dopo la frequenza respiratoria, frequenza cardiaca, pressione arteriosa e la temperatura corporea). Le scale sono diverse per ogni età:
- dolore acuto neonatale: PIPP (Premature Infant Pain Profile), CRIES (Crying Requires Increased vital signs Expression and Sleepless) e NIPS (Neonatal Infant Pain Scale);
- dolore prolungato neonatale: EDIN (Echelle Douleur Inconfort Nouveau-né)*bambino:MOPS (Modified Objective Pain Score), CHEOPS (Childern's Hospital of Eastern Ontario Pain Scale), HFPRS (Happy Face Pain Rating Scale) ,utilizzabile dai 6 ai 8 anni, VAS (Visual Analogue Scale), VDS (Verbal Descriptor Scale), NRS, scala numerica da 1 a 10 dell'intensità del dolore.

Il "progetto CIP" (cartella infermieristica pediatrica) della regione Puglia (2006) prevede un'area riservata ai gusti di gioco.